# Johan Vandewalle
Johan Vandewalle (Brugge, 15 februari 1960) is een Belgisch architect, oriëntalist, slavist en polyglot.
Vandewalle werkte in 2005 als oriëntalist aan de Universiteit van Gent en leidt daarnaast Oriëntaal in Aalst, een vereniging die zich bezighoudt met vertalingen en advies over vreemde culturen en taalonderwijs. Bij een wedstrijd die door het Belgische Centrum voor Moderne Talen werd uitgeschreven, gaf hij aan 31 talen te beheersen. Tijdens deze wedstrijd konden 19 talen bevestigd worden; de andere talen konden niet worden achterhaald door de jury.